# Hoquei Club Salt
L'Hoquei Club Salt (HC Salt) és un club d'hoquei sobre patins de Salt, fundat l'any 1992. Centrat en les categories de formació, durant la dècada de 2000 va destacar l'equip sènior femení, aconseguint la temporada 2002-03 un subcampionat de Lliga catalana, una Copa de Catalunya i un Campionat d'Espanya. Entre d'altres membres, van destacar les jugadores Raquel Mallén, Tània Pardo i Cristina Barceló, que foren internacionals amb la selecció espanyola.

## Palmarès
- 1 Copa Catalunya d'hoquei sobre patins femenina: 2002-03
- 1 Campionat d'Espanya d'hoquei patins femení: 2002-03
- 1 Campionat de Catalunya FEM11: 2021-2022